# Лиса Боне
Лилакои Мун (рођена Лиса Мишел Боне (енгл. Lisa Michelle Bonet; Сан Франциско, 16. новембар 1967), позната и као Лиса Боне, је америчка глумица, позната по улози Денис Хуктабл у ситкому Козби Шоу (1984–1992) и његовој спиноф серији Другачији свет (1987–1993), што јој је донело номинацију за награду Прајмтајм Еми за најбољу споредну глумицу у хумористичној серији.
Након улоге Денис, Боне је спорадично глумила, појављујући се у улогама као што су Маја Данијелс у филму Живот на Марсу (2008–2009) и Марисол у филму Реј Донован (2016). Појавила се и у филмовима Анђеоско срце (1987), Висока верност (2000), Најбржи и најжешћи (2003) и Пут за Палому (2013).
Бонет се 1987. удала за певача Ленија Кравица, са којим је добила једно дете, Зои. Развела се од Кравица 1993. године, а удала се за Џејсона Момоу 2017. са којим је добила двоје деце.

## Младост
Лиса Мишел Боне је рођена 16. новембра 1967. у Сан Франциску, Калифорнија, од породице Арлин Џојс Литман, учитељице музике ашкенаског јеврејског порекла из Пенсилваније, и Алена Бонеа, оперског певача афроамеричког порекла из Тексаса. Има пет полусестара и два полубрата из брака њеног оца са Дебором Черч. Боне је завршила средњу школу у Бирмингему, у Ван Најсу, у Калифорнији, а касније је студирала глуму у Целулоидном глумачком студију у Северном Холивуду.

## Каријера
Након што је као дете била на такмичењима лепоте и гостовала у телевизијским серијама, Боне је добила улогу Дениз Хуктабл у Козби Шоу, другог најстаријег детета родитеља које су играли Бил Козби и Филиша Рашад. Године 1987. накратко је напустила Козби Шоу да би глумила у спиноф серији Другачији свет, која се фокусирала на Денизин живот на колеџу. Те године, Боне, тада 19-годишњакиња, играла је 17-годишњу Епифанију Праудфут у филму Анђеоско срце са Микијем Рурком. У филму је монтирано неколико секунди експлицитне сцене коју је поделила са Рурком (снимљена када је имала 18 година) како би се осигурао ранг Р.
Након што је објавила трудноћу током серије Другачији свет, Боне је напустила серију. Следеће године се вратила у Козби Шоу, али је отпуштена у априлу 1991. због „креативних разлика“. Након Козби Шоу-а, Боне се појавила у директним видео издањима и филмовима направљеним за телевизију. У септембру 1992. Боне је била домаћин Зашто сметати гласање?, изборни специјал који се фокусирао на бриге и апатију младих бирача. Имала је споредне улоге у филму Државни непријатељ из 1998. и филму Висока верност из 2000. године. Године 2003. играла је Квини у филму Најбржи и најжешћи, који ју је поново спојио са колегом из филма Другачији свет Кадимом Хардисоном.
Иако није имала другу филмску улогу до 2014. у Путу за Палому, имала је низ појављивања у епизодама телевизијских драма и комедија, почевши од 2008. у америчкој адаптацији британске телевизијске серије Живот на Марсу. Имала је понављајућу улогу у серији Црвени пут 2014–15, у којој је глумио и њен партнер и будући супруг Џејсон Момоа.

## Приватни живот
16. новембра 1987, на њен 20. рођендан, Боне је побегла са америчким рок певачем Ленијем Кравицом у Лас Вегас. Боне се присетила њихове везе:
Било је занимљиво када смо први пут сазнали једно за друго, да су наше позадине биле толико сличне. Када сам му први пут рекла да је моја мама Јеврејка, а он је рекао: „И мој тата“, мислила сам да је то и необично и очаравајуће. Осећала сам се као: „У реду, ево некога ко заиста зна како је то“. И мислим да сам му мало више веровала са својим осећањима и пустила га унутра мало више него што бих иначе.
Боне је родила њихову ћерку Зои Изабелу Кравиц 1. децембра 1988. Она и Кравиц су се развели 1993. Године 1995. Боне је легално променила име у Лилакои Мун, иако још увек професионално користи име Лиса Боне.
Године 2005. Боне је започела везу са глумцем Џејсоном Момоом. Венчали су се у октобру 2017. Боне и Момоа имају двоје деце: ћерку Лолу, рођену у јулу 2007, и сина Накоу-Вулфа, рођеног у децембру 2008.